# Sara Venclovská
Sara Venclovská (* 8. září 1986 Brno) je česká divadelní, filmová a televizní herečka.

## Život
V roce 2008 vystudovala bakalářský obor fyzického divadla (klaunská scénická a filmová tvorba) na Divadelní fakultě Janáčkovy akademie múzických umění v Brně, jejím profesorem byl Ctibor Turba. Na brněnské FAVU studovala dva roky obor tělový design a na Filmové akademii Miroslava Ondříčka v Písku obor filmová režie.[zdroj?]

## Tvorba
Od roku 2010 byla stálou členkou souboru HaDivadlo. Účinkuje také v o.s. Služebníci Lorda Alfréda. Zaujala v monodramatu Rape me, které bylo napsáno přímo pro ni. V roce 2015 byla za roli Gerty Schnirch v inscenaci Vyhnání Gerty Schnirch nominována na cenu Divadelních novin a v roce 2020 se umístila v širší nominaci na Thalii za roli Jůlie v inscenaci Fernando Krapp mi napsal dopis. Spolupracuje s brněnským Divadlem Bolka Polívky, kde vystupuje ve dvou inscenacích.[zdroj?] Do roku 2019 byla členkou souboru Klicperova divadla v Hradci Králové. Hraje také v divadle v Dlouhé, kde hostuje v inscenacích Kouzelná Flétna a Mistr a Markétka.
V oblasti filmu stojí za zmínku spolupráce s režisérem Šimonem Holým, s nímž spolupracovala jako herečka i scenáristka na filmu A pak přišla láska, i na následujícím filmu Hello, Welcome. Hrála také v dalších filmech a televizních seriálech (Domácí péče, Dáma a Král, Rapl 2, Oktopus).[zdroj?]

## Divadlo
- Bohnice aneb Člověče nezlob se – Ljuba Čepová
- Indián v ohrožení
- Kreautry: K ohni se mnou pojď! – Leny
- Maryša – Maryša, jejich dcera
- Mínus dva – sestra, žena, tanečnice, herečka
- Podivné odpoledne Dr. Zvonka Burkeho – Svatava
- Psychóza ve 4:48
- Roky 90: Láska, pank a Nesmírnost – Janička
- Sežereš sám sebe (Platonov) – Alexandra
- Svět v ohrožení
- Tajná zpráva z planety matek / Mamma Guerilla
- Věc Makropulos – Komorná, Poklízečka
- Vyhnání Gerty Schnirch – Gerta Schnirch – úzká nominace na cenu divadelních novin
- Anna Karenina – Anna Karenina
- 8 žen – Luisa
- Bratři Karamazovi – Kateřina
- Sonety
- Jezabel – Jezabel
- Kočkožrout
- Mučedník – Erika Roth
- Fernando Krapp mi napsal dopis – Jůlie – širší nominace na Thalii
- Sen Čarovné noci – Hermie
- Holubi – Heidrun a Libgard Reichertová

## Film a televize

### Film
- 2011: Tak dobrou (studentský film)
- 2015: Domácí péče
- 2016: Málo Lásky (studentský film)
- 2022: A pak přišla láska – hlavní role, spolupráce na scénáři
- 2024: Hello, Welcome

### Televize
- 2014: Kancl
- 2019: Most!
- 2019: Rapl 2
- 2019: Specialisté
- 2022: Dáma a Král
- 2023: Oktopus